# شهادة أكاديمية

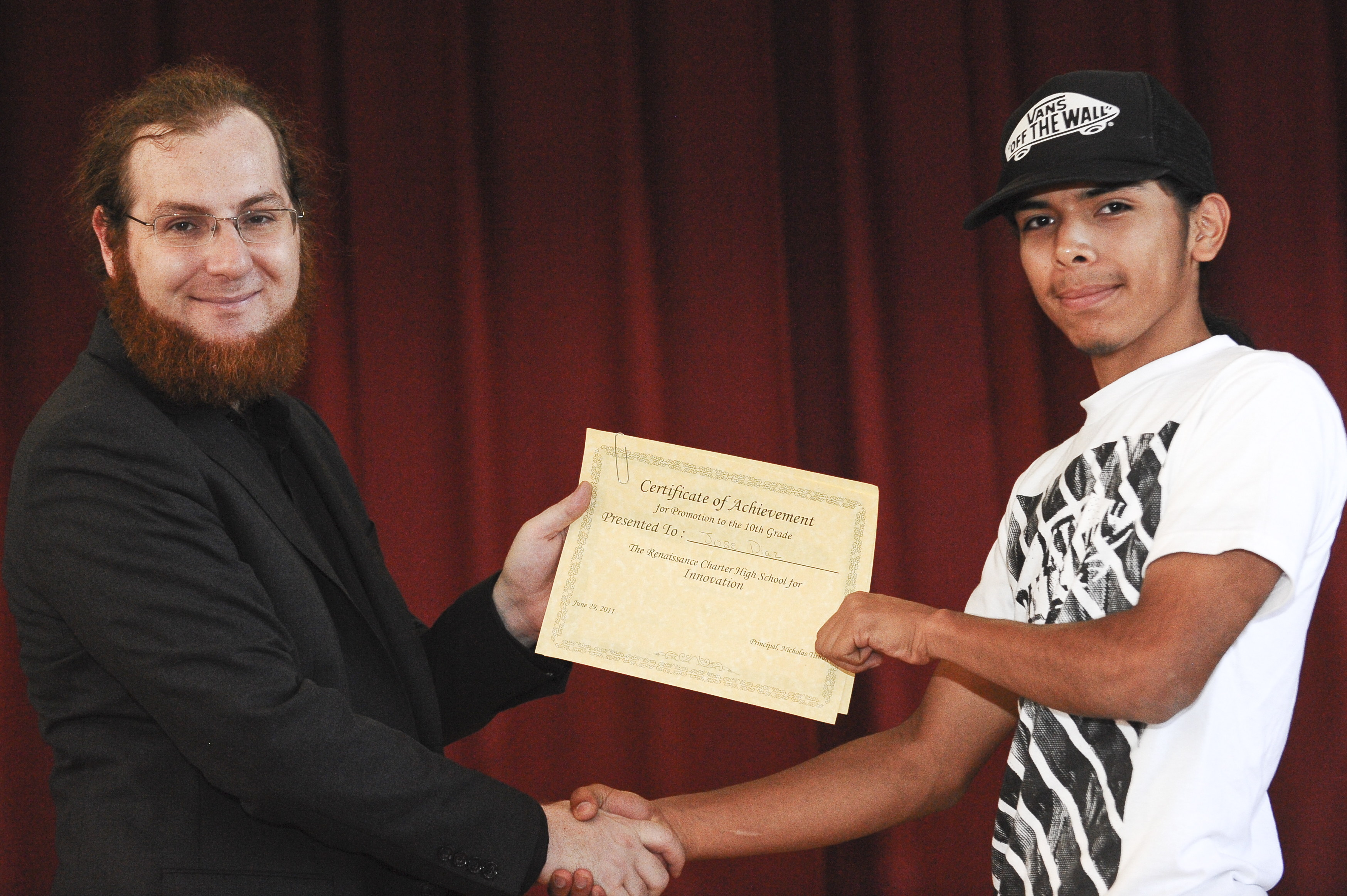
طالب يحصل على شهادة في مدرسة ثانوية أمريكية

الشهادة الأكاديمية أو الشهادة التعليمية أو شهادة التعليم. هي وثيقة تشهد بأن شخص معين قد تلقى التعليم أو إجتاز إختبار التقييم أو سلسلة من الإختبارات، كما يجوز منحه الشهادات اللازمة للتحقق من أن الطالب يعتبر مختص في بعض المجالات المحددة.
الشهادة التعليمية هي الإخبار الصادر من جهة تعليمية، الذي يفيد بأن هذا الشخص تعلم لديها، وتحدد من خلال ذلك المرحلة التعليمية التي وصل إليها، وتقييم مستواه التعليمي. وهذه الشهادة تحدد أهلية المتعلم، وكفائته وحصيلته التعليمية.

## روابط خارجية
- الشهادات المهنية والشهادات الأكاديمية على يوتيوب.
- الدرجات الأكاديمية والشهادات المهنية .. صحيحها وعليلها والمغسول منها!